# Info Wieczór
Info Wieczór – program informacyjny emitowany w TVP Info od 5 września 2016 roku do 3 marca 2024 roku.

## Formuła programu
Program ma dwie części: skrót wydania, czyli tzw. Flesz oraz pełne wydanie.

### Formuła Flesza
We Fleszu programu prowadzący w kilka minut przedstawia najistotniejsze tematy minionego dnia. W tej części pojawia się maksymalnie jeden reportaż, a pozostałe informacje są przekazywane wprost przez prowadzącego.

### Formuła pełnego wydania
Program jest podsumowaniem najważniejszych wydarzeń dnia. Są w nim pokazane reportaże z różnych serwisów informacyjnych Telewizji Polskiej, min. Panoramy w TVP2, Wiadomości i Teleexpressu w TVP1, czy Serwisu Info w TVP Info. Na początku każdego wydania prowadzący przekazuje tzw. cytat dnia, czyli najważniejszą wypowiedź osoby publicznej z minionego dnia. Pod koniec programu w studiu gości dziennikarka TVP Info, która prezentuje najważniejszą wiadomość z serwisu internetowego TVP.info. Pełne wydanie trwa zazwyczaj 30 minut.

## Emisja
- Program jest emitowany przez stację TVP Info,
- Pełne wydanie programu można obejrzeć od niedzieli do piątku o 23:00, a w soboty o 23:30,
- Skrót wydania emitowany jest codziennie o 21:28,
- Na kanale TVP Info można także obejrzeć powtórki Flesza programu – codziennie o 00:48 i 5:19,
- Każde pełne wydanie programu jest udostępniane na portalu TVP.Info.

## Prowadzący
- Aleksandra Gronowska
- Monika Majewska
- Marta Piasecka
- Łukasz Sobolewski
- Michał Rykowski
- Urszula Sokołowska
- Małgorzata Opczowska
- Karolina Pajączkowska
- Agnieszka Oszczyk
- Katarzyna Ciepielewska
- Marek Durmała
- Kamil Smerdel
- Anna Bogusiewicz

## Historia
Pierwszy raz program wyemitowano 5 września 2016. Był od tego czasu emitowany od poniedziałku do piątku o 23:00 bez Flesza. Program trwał wtedy 30 minut. Cytat dnia był czytany przez prowadzącego bezpośrednio w newsroomie.
2 stycznia 2017 z powodu zakończenia emisji programu Studio świat wydania programu zostały przedłużone do 60 minut. Program zaczął być wtedy emitowany także w weekendy, w sobotę o 23:30, a w niedzielę o 23:00.
Od marca 2017 program zaczął być emitowany dwie godziny wcześniej – codziennie o 21:00.
Z końcem marca 2017 Piotr Chęciński rozstał się z programem, więc jedynym prowadzącym programu został Rafał Stańczyk.
W maju 2017 do prowadzących program dołączyli Marek Durmała i Łukasz Sobolewski.
Od początku czerwca 2017 program z powrotem jest emitowany od niedzieli do piątku o 23:00 i w sobotę o 23:30. Od tej pory codziennie o 21:00 jest nadawany Flesz programu prezentujący w skrócie najważniejsze informacje.
W lipcu 2017 zmieniono porę emisji Flesza programu na godzinę 21:28.
Od marca 2018 cytaty dnia nie są już czytane w newsroomie, lecz przy wideowallu.